# Balogh János (labdarúgó)
Balogh János (Debrecen, 1982. november 29. –) magyar válogatott labdarúgó.

## Pályafutása

### Klubcsapatokban
Debreceni nevelésű játékosként, nem egész 18 éves korában mutatkozott be az élvonalban, 2000. május 20-án a Vác ellen. A 2000–2001-es szezon 14 fordulós alapszakaszában még csak cserekapus volt, de a 22 meccset hozó bajnokság részében már ő állt legtöbbször a debreceni kapu előtt. 2001-ben már nemzetközi kupamérkőzésen szerepelt, igaz a Bordeaux elleni 1–5-ben jócskán benne volt. A 2001–2002-es szezonban már inkább csere kapus volt, de a 38 mérkőzésből így is 15-ön szerepelt. A következő szezonban Sandro Tomic mögött mindössze 9 bajnoki jutott neki. Fejlődése céljából kölcsönadták az FC Sopronnak, ahol másfél év alatt 30 bajnokin védett, s  megnyerte csapatával a Magyar Kupát. 2006 januárjában visszatért, de Sandro Tomic és Csernyánszki Norbert mögött csak harmadik számú kapus volt. Mivel egyetlen bajnokin sem védett, kölcsönadták 2006 nyarán a Nyíregyháza Spartacusnak. Bár a nyírségi városban sem számított első számú kapusnak, félévkor Miroslav Beránek minden kölcsönben lévő játékost visszahívott, hogy tesztelje őket. Balogh az előkészületi mérkőzéseken meggyőzte teljesítményével a cseh mestert, így a 2006–2007-es idény tavaszi szezonjában már Baloghgal kezdődött a DVSC összeállítása. A csapattal megnyerte a Nemzeti Bajnokságot , teljesítményére több külföldi klub is felfigyelt. 2008 augusztusában 6 hónapos kölcsönszerződést kötött a Hearts-el. 2008. október 19-én debütált, félidőben szállt be csereként a sérült Marian Kello helyére. A mérkőzés vége 1-1 lett köszönhetően Baloghnak aki többek közt bravúrral védte Derek Riordan hosszabbításbéli bombáját. A kölcsönszerződés lejártakor 2009. február 2-án a Hearts 185,000 eurót fizetett a Debrecen-nek, hogy véglegesen is náluk maradhasson a kapus. Mivel Roman Romanov csak cserekapusként számolt vele így a 2010-11-es idényben csak néhányszor, a 2011-2012-es idényben pedig mindössze egyszer tudott pályára lépni. Bár a szerződése 2012 január-ig szólt, azt 2011 decemberében közös megegyezés által felbontották. Balogh a Hearts Newsnak nyilatkozva elmondta, élvezte a skót együttesnél töltött időt, s rengeteget fejlődött, ám kevés lehetősége volt, hogy ezt bizonyítsa.
Miután hazatért Skóciából itthon keresett csapatot. Szeretett volna a Diósgyőri VTK-ba igazolni, de végül ismeretlen okok miatt nem jutottak el a tárgyalásig se, így a Nyíregyháza Spartacushoz igazolt fél évre. 2015 júniusától ismét nevelőegyüttesében szerepelt, azonban az élvonalban egyszer sem állhatott a kapuba, az NB III-as tartalékcsapatban is mindössze 10-szer kapott lehetőséget. 2017. január 10-én a debreceni klubvezetés felbontotta a szerződését.

### Válogatottban
Teljesítményére Várhidi Péter szövetségi kapitány is felfigyelt, tagja volt az olaszok ellen készülő keretnek, Törökország ellen pedig debütált a válogatottban.

## Sikerei, díjai

### Klubcsapattal
Debreceni VSC
- Magyar bajnok: 2007
- Magyarkupa-győztes: 2001, 2008
- Magyarkupa ezüstérmes: 2003, 2007
- Magyar szuperkupa-győztes: 2007
- Magyar szuperkupa ezüstérmes: 2008
- Magyar ligakupa ezüstérmes: 2008

FC Sopron
- Magyarkupa-győztes, 2005

## Statisztika

### Mérkőzései a válogatottban
| Magyarország | Magyarország         | Magyarország                      | Magyarország | Magyarország | Magyarország | Magyarország | Magyarország | Magyarország      |
| #            | Dátum                | Helyszín                          | Hazai        | Eredmény     | Vendég       | Kiírás       | Gólok        | Esemény           |
| ------------ | -------------------- | --------------------------------- | ------------ | ------------ | ------------ | ------------ | ------------ | ----------------- |
| 1.           | 2007. szeptember 12. | Isztambul, Beşiktaş İnönü Stadion | Törökország  | 3 – 0        | Magyarország | Eb-selejtező | -            | 72' 90+4' (öngól) |
|              | Összesen             |                                   |              | 1            | mérkőzés     |              | 0            | gól               |